# 林宣妤
林宣妤（英語：Serene Lim，1996年7月11日—），馬來西亞籍華裔女演員、《2016年Astro國際華裔小姐競選》冠軍及《2017年國際中華小姐競選》亞軍，曾為香港無綫電視經理人合約藝員。

## 簡歷
林宣妤有一姊一兄一妹，小時候與家人在霹靂州仕林河居住，直至十八歲後才移居吉隆坡，一邊當兼職模特兒，一邊修讀馬來西亞泰萊大學食物及營養學系課程。2016年，她參加《Astro 國際華裔小姐競選》，並成功獲選為「全民女神」，且奪取冠軍及「最上鏡小姐」名銜；2017年再代表馬來西亞吉隆坡參加《國際中華小姐競選》，一度獲視為冠軍大熱。雖然最後只奪取亞軍、「馬來西亞風情大獎」兩個奬項
2018年，林宣妤正式到香港發展和選擇加入無綫電視，同年10至12月則入讀短期無綫電視藝員訓練班課程，主要拍攝劇集；其後因無法適應香港節奏急速的生活，自我要求高令自己壓力過大而患上暴食症，需約一年時間康復。2020年5月底，她在經理人合約結束後決定離開無綫電視。粉丝后援会昵称为（宣宝）。
2021年初，簽約成為「Noble Castle Asia (Talent) Limited」旗下首位藝人。

## 演出作品

### 電視劇
| 首播     | 劇名               | 角色             |
| 無綫電視 |                    |                  |
| 2019年   | 她她她的少女時代   | 殷 悅（Joy）     |
| 2020年   | 反黑路人甲         | 蔣千惠           |
| 2020年   | 使徒行者3          | 藍 楠            |
| ViuTV    |                    |                  |
| 2025年   | 哪一天我們會紅     | 甘梓希（Kimchi） |
| 2025年   | 社畜再培訓先導計劃 | Miss伊           |

### 電影
| 首映   | 電影名   | 角色               |
| 2018年 | 大大噠   | 林滿月（50公斤版） |
| 2019年 | 夕霧花園 | 張雲紅             |
| 2023年 | 富都青年 | 佳恩               |

### 綜藝節目
| 首播     | 節目名                     | 備註              |
| 無綫電視 |                            |                   |
| 2017年   | 2017年度國際中華小姐競選   | 亞軍佳麗          |
| 2017年   | 雞年唱旺報新春             | 演出嘉賓          |
| 2018年   | 深夜美食團                 | 第25集嘉賓        |
| 2018年   | TVB 50+1再出發節目巡禮2019 | 嘉賓              |
| 2018年   | 萬千星輝賀台慶2018         | 演出嘉賓          |
| 2019年   | 2019國際中華小姐競選       | 演出嘉賓          |
| 2019年   | 粵講粵㜺鬼                 | 第四輯 第14集嘉賓 |
| 2019年   | #後生仔傾吓偈                | 第366集嘉賓       |
| 2020年   | 我的女神闺蜜               | 與張簡寧一同主持  |

### 廣告
- 2022年：Vanzo Asia「酒店系精油 - 究竟是什么“新东西”竟会让 古天樂 Louis Koo & 3 位大马女神以及香港艺人 Bob Lam 林盛斌 都在找寻找着它！」

## 曾獲獎項與提名
| 年份   | 獎項                                                                                      | 結果    |
| 2016年 | 2016年Astro國際華裔小姐競選冠軍                                                           | 獲獎    |
| 2016年 | 2016年Astro國際華裔小姐競選「全民女神」                                                   | 獲獎    |
| 2016年 | 2016年Astro國際華裔小姐競選「最上鏡小姐」                                                 | 獲獎    |
| 2017年 | 2017年國際中華小姐競選亞軍                                                                | 獲獎    |
| 2017年 | 2017年國際中華小姐競選「馬來西亞風情大獎」                                                | 獲獎    |
| 2021年 | 2021 Malaysia film Festival- Best Supporting Actress Nominee (Garden of the Evening Mist) | Nominee |

## 外部連結
- 林宣妤 Serene Lim instagram （页面存档备份，存于）
- Serene Lim 林宣妤的Facebook專頁
- 林宣妤的新浪微博

| 前任： 钟素敏 | Astro國際華裔小姐競選冠軍 2016年 | 繼任： 陈玉娥 |

1. ↑  . The Sun（Malaysia）. 2016年11月11日  [2021年7月16日] （英语）.
2. ↑  . 非常娱乐. 2017年4月4日  [2021年7月16日]. （原始内容存档于2019年9月3日）.
3. ↑  . Instagram（blueskyjason）. 2019年6月17日  [2021年7月16日].
4. ↑  . DGTALKS. 2017年1月18日  [2021年7月16日]. （原始内容存档于2021年1月24日）.
5. ↑  . Goody25.com. 2018年3月8日  [2021年7月16日]. （原始内容存档于2019年4月11日）.
6. ↑  . 無綫電視.   [2020年5月28日]. 原始内容存档于2020年5月28日.
7. ↑  . 新海峽時報. 2020年1月17日  [2021年7月16日]. （原始内容存档于2018年1月17日） （英语）.
8. 1 2  . Menclub. 2017年3月2日  [2021年7月16日]. （原始内容存档于2019年12月4日）.
9. ↑  . 東方日報. 2016年10月29日  [2021年7月16日]. （原始内容存档于2019年12月2日）.
10. ↑  . Almond Magazine. 2016年11月2日  [2021年7月16日]. （原始内容存档于2019年4月1日）.
11. ↑  . 大馬新聞. 2016年10月30日  [2021年7月16日]. （原始内容存档于2019年8月29日）.
12. ↑  . 新Monday. 2017年1月12日  [2021年7月16日].
13. ↑  . 香港01. 2017年1月6日  [2021年7月16日]. （原始内容存档于2017年5月27日）.
14. ↑  . 蘋果日報. 2017年1月16日  [2021年7月16日]. （原始内容存档于2017年6月10日）.
15. ↑  . 東方新地. 2018年10月30日  [2021年7月16日].
16. ↑  . 香港01. 2018年11月6日  [2021年7月16日]. （原始内容存档于2019年9月1日）.
17. ↑  . hket.com. 2021年3月26日  [2024年10月23日].